# صابون نابلسی

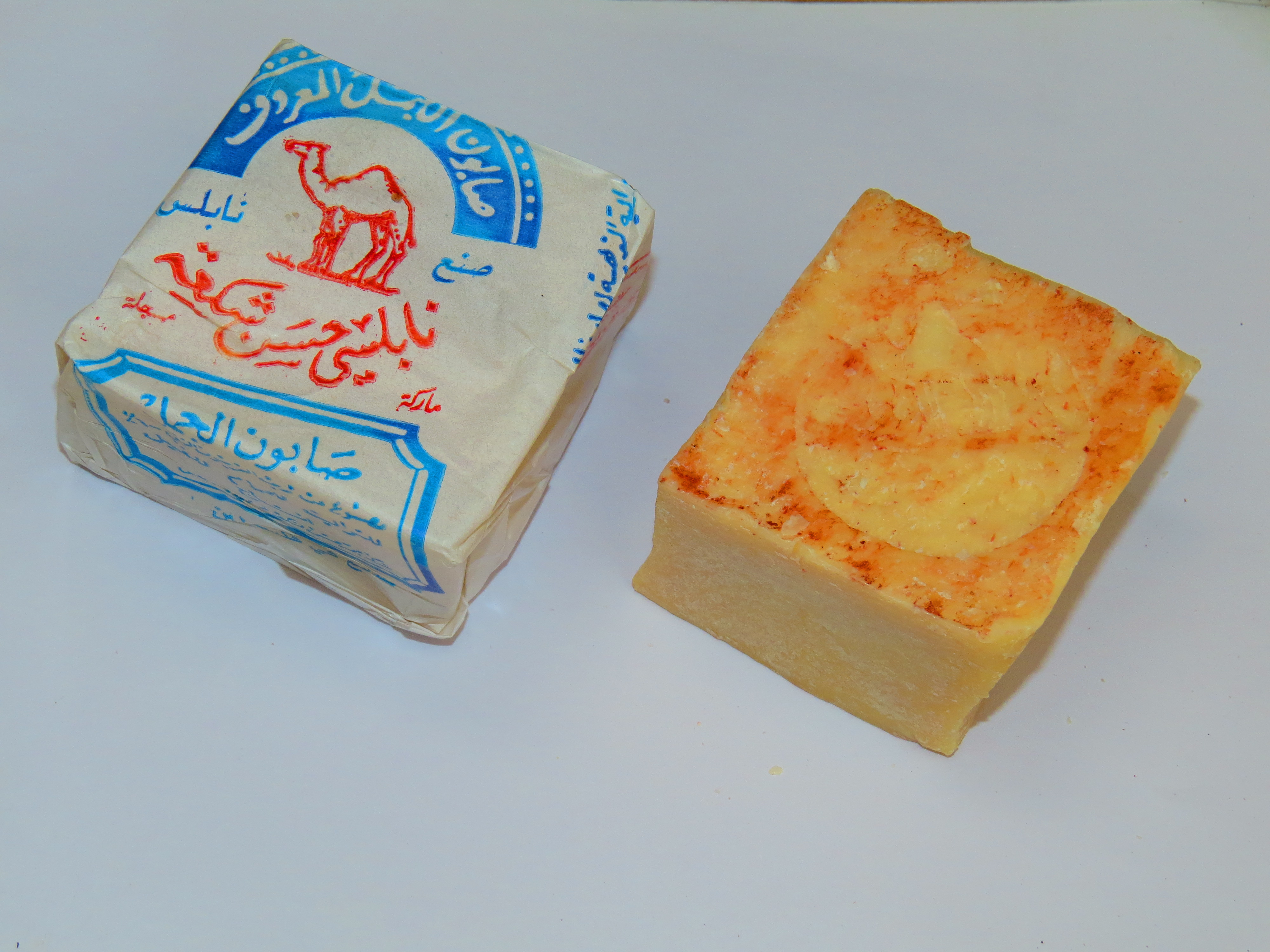

صابون نابلسی نوعی صابون است. این صابون گونه‌ای صابون کاستیایی است که در نابلس در کرانهٔ باختری فلسطین تولید می‌شود.
محتویات اصلی آن روغن زیتون خالص (محصول اصلی کشاورزی منطقه)، آب، و ترکیبی از آلکالاین سدیم است. این ترکیب با مخلوط کردن خاکستر پودرشدهٔ گیاهی شورپسند به نام باریلا (قلوی)، که در کرانهٔ رود اردن می‌روید، با آهک (شید) تولید می‌شود. محصول نهایی عاج‌رنگ است و بویی ندارد (در تولید این صابون از عطر نیز هرگز استفاده نمی‌شود). صابون در قالب‌های چوبی به شکل مکعب درمی‌آید و پیش از ترک کارگاه، محصولاتی که قرار است در محل فروخته شوند با دست در کاغذی بسته‌بندی می‌شوند. محصولات صادراتی به شکل انبوه انبار می‌شوند و برای جلوگیری از آسیب بسته‌بندی نمی‌شوند.
این صابون را به شکل سنتی زنان خانواده برای استفادهٔ خانگی می‌ساختند. از قرن دهم میلادی کارگاه‌های کوچک تولید صابون در شهر نابلس تأسیس شد و از قرن چهاردهم میلادی به بعد صنعت صابون‌سازی به صنعتی مهم برای نابلس تبدیل شد. قرن نوزدهم با گسترش شدید صنعت صابون‌سازی نابلس همراه بود. در سال ۱۹۰۷ میلادی ۳۰ کارگاه صابون‌سازی نابلس نزدیک ۵۰۰۰ تن صابون (نیمی از صابون فلسطین) را تولید می‌کردند.
همچنین صادرات صابون نابلس به سراسر خاورمیانه و حتی اروپا صورت می‌گرفت و گفته می‌شود ملکه الیزابت یکم انگلستان به این صابون علاقه داشت.
این صنعت در میانهٔ قرن بیستم و پس از زمین‌لرزه ۱۹۲۷ فلسطین و بعدها اشغال نظامی اسرائیل دچار زوال شد. در سال ۲۰۰۸ میلادی تنها دو کارگاه صابون سازی در نابلس مانده بود. فروش صابون نابلس غالباً محدود به فلسطین و کشورهای عرب (به‌ویژه اردن، کویت، و شهرهای عرب‌نشین اسرائیل از جمله ناصره) است و مقدار اندکی نیز از طریق تجارت منصفانه به اروپا فروخته می‌شود. به گفتهٔ هماهنگ‌کنندهٔ سازمان ملل در امور انسان‌دوستانه، ایستگاه‌های بازرسی اسرائیل در مرزهای کرانهٔ باختری رود اردن حمل و نقل مواد خام و رفت‌وآمد کارگران به کارگاه‌ها را مختل کرده‌است. مدیر کارگاه صابون‌سازی نابلسی خانوادهٔ طوقان دربارهٔ مشکلات تولید و صادرات صابون نابلس در سال ۲۰۰۸ می‌گوید:
پیش از سال ۲۰۰۰ ما سالی ۶۰۰ تن صابون تولید می‌کردیم. اکنون به‌خاطر موانع فیزیکی و اقتصادی نشئت گرفته از اشغال توسط اسرائیل، به‌ویژه ایستگاه‌های بازرسی، تولید ما به نصف آن هم نمی‌رسد.— 

## نگارخانه

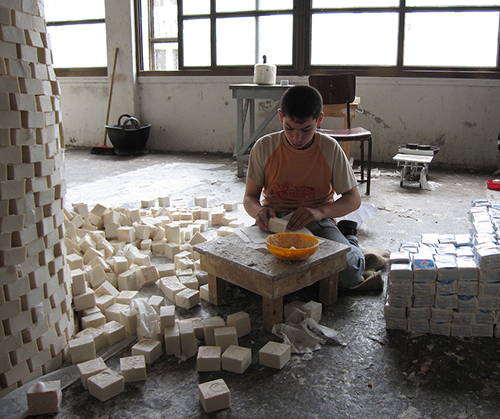
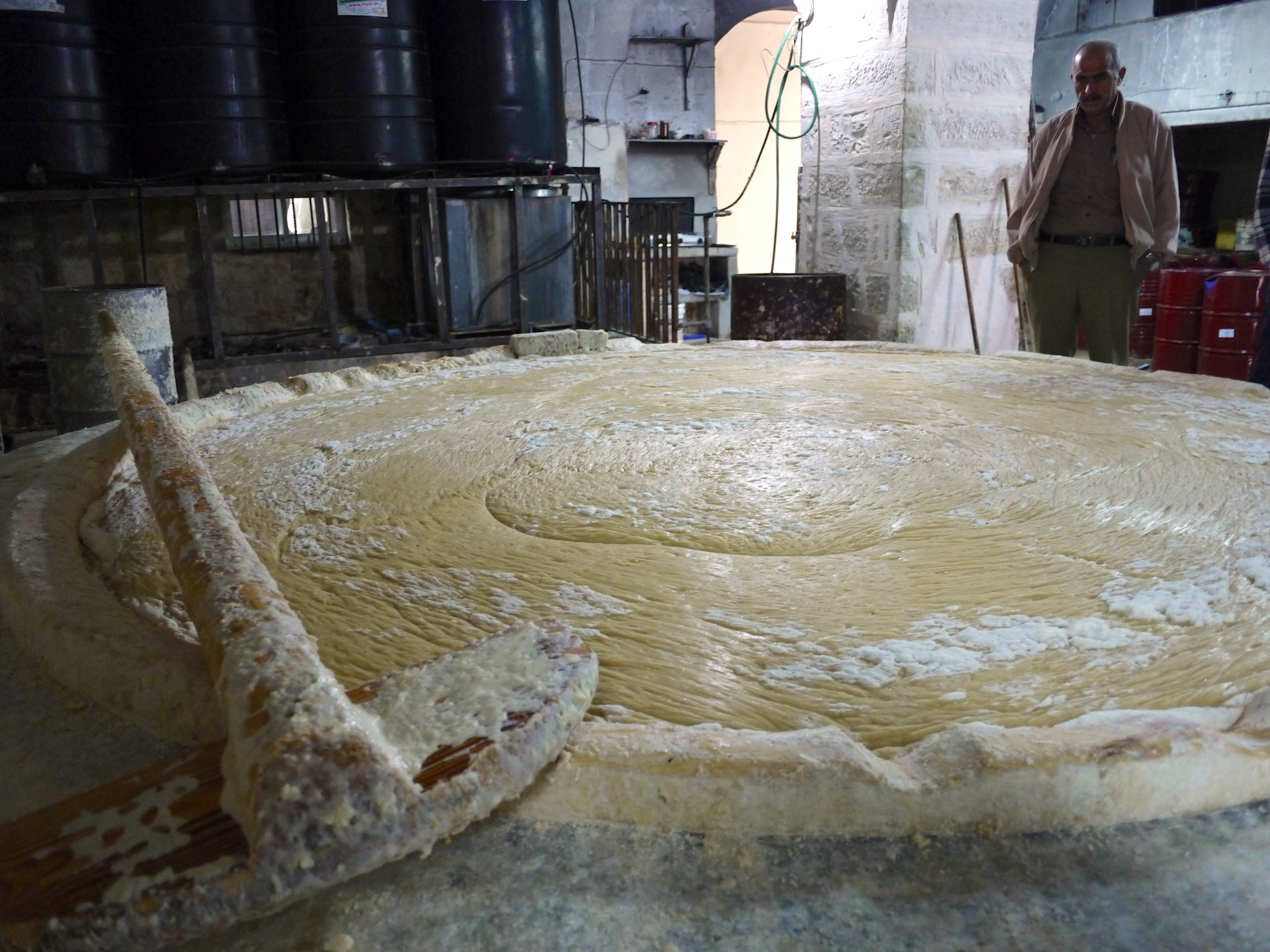
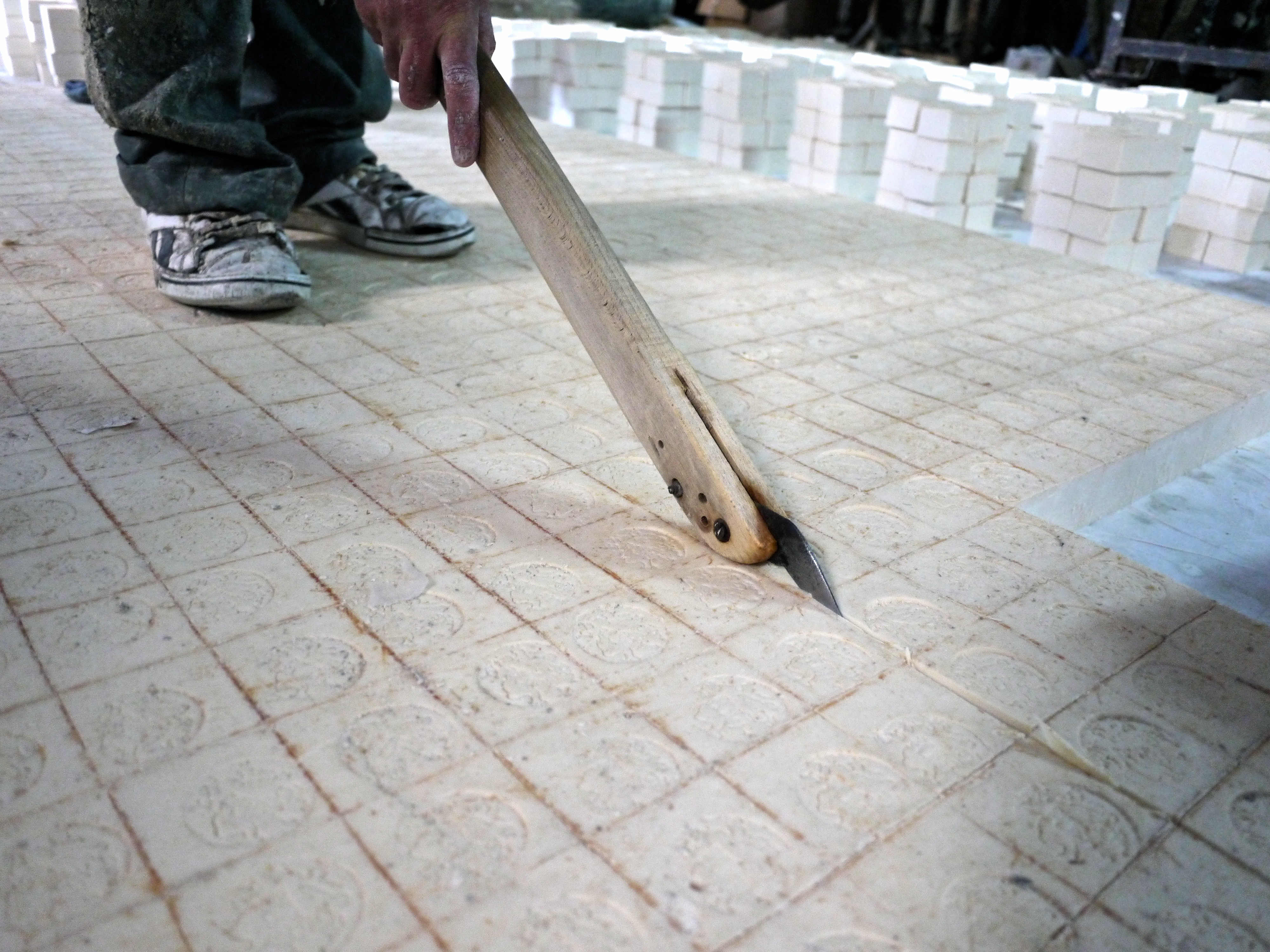
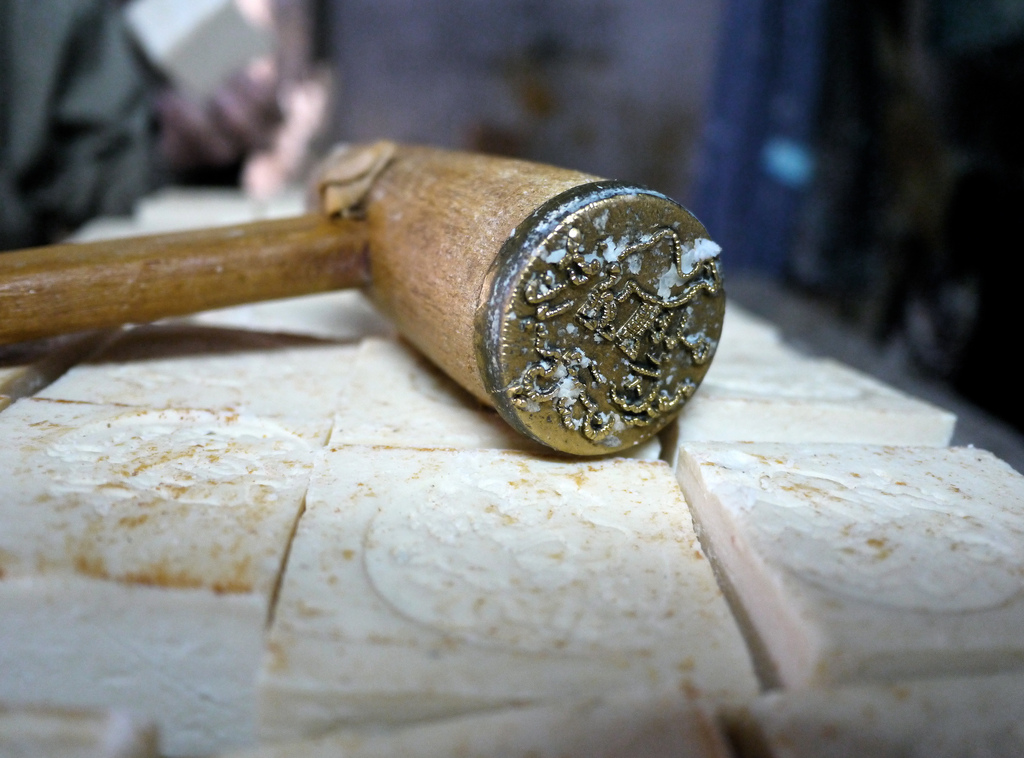
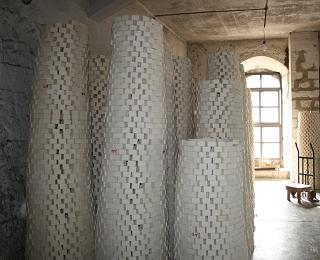